# Jacob van Nevers
Jacob van Nevers ook bekend als Jacob van Kleef (1 oktober 1544 – 1564) was van 1562 tot aan zijn dood hertog van Nevers en graaf van Rethel. Hij behoorde tot het huis van der Mark.

## Levensloop
Jacob was de tweede zoon van hertog Frans I van Nevers en Margaretha van Bourbon, dochter van hertog Karel van Bourbon-Vendôme. In 1562 werd hij na de dood van zijn oudere broer Frans II hertog van Nevers en graaf van Rethel.
In 1558 huwde hij met Diane (1544-1612), dochter van Robrecht IV van der Marck, hertog van Bouillon. Het huwelijk bleef kinderloos.
Jacob stierf in 1564. Zijn zus Henriëtte volgde hem op.